# هانيس أيدير
هانيس أيدير (بالألمانية: Hannes Eder)‏ (5 سبتمبر 1983 بإنسبروك في النمسا - ) هو لاعب كرة قدم نمساوي في مركز الدفاع. شارك مع منتخب النمسا لكرة القدم. أما مع النوادي، فقد لعب مع رابيد فيينا ونادي رايندورف آلتاخ ونادي سوندرييسكه ونادي كارنتين ونادي واكر إنسبروك (2002) وSV Horn ‏ ونادي كلاغنفورت وSønderjyskE ‏.

## وصلات خارجية
- هانيس أيدير على موقع قاعدة بيانات كرة القدم.إي يو (الإنجليزية)
- هانيس أيدير على موقع ناشيونال فوتبول تيمز (الإنجليزية)
- هانيس أيدير على موقع عالم كرة القدم.نت (الإنجليزية)